# Вачиле (Порденоне)
Вачиле је насеље у Италији у округу Порденоне, региону Фурланија-Јулијска крајина.
Према процени из 2011. у насељу је живело 419 становника. Насеље се налази на надморској висини од 153 м.